# Argonlaser

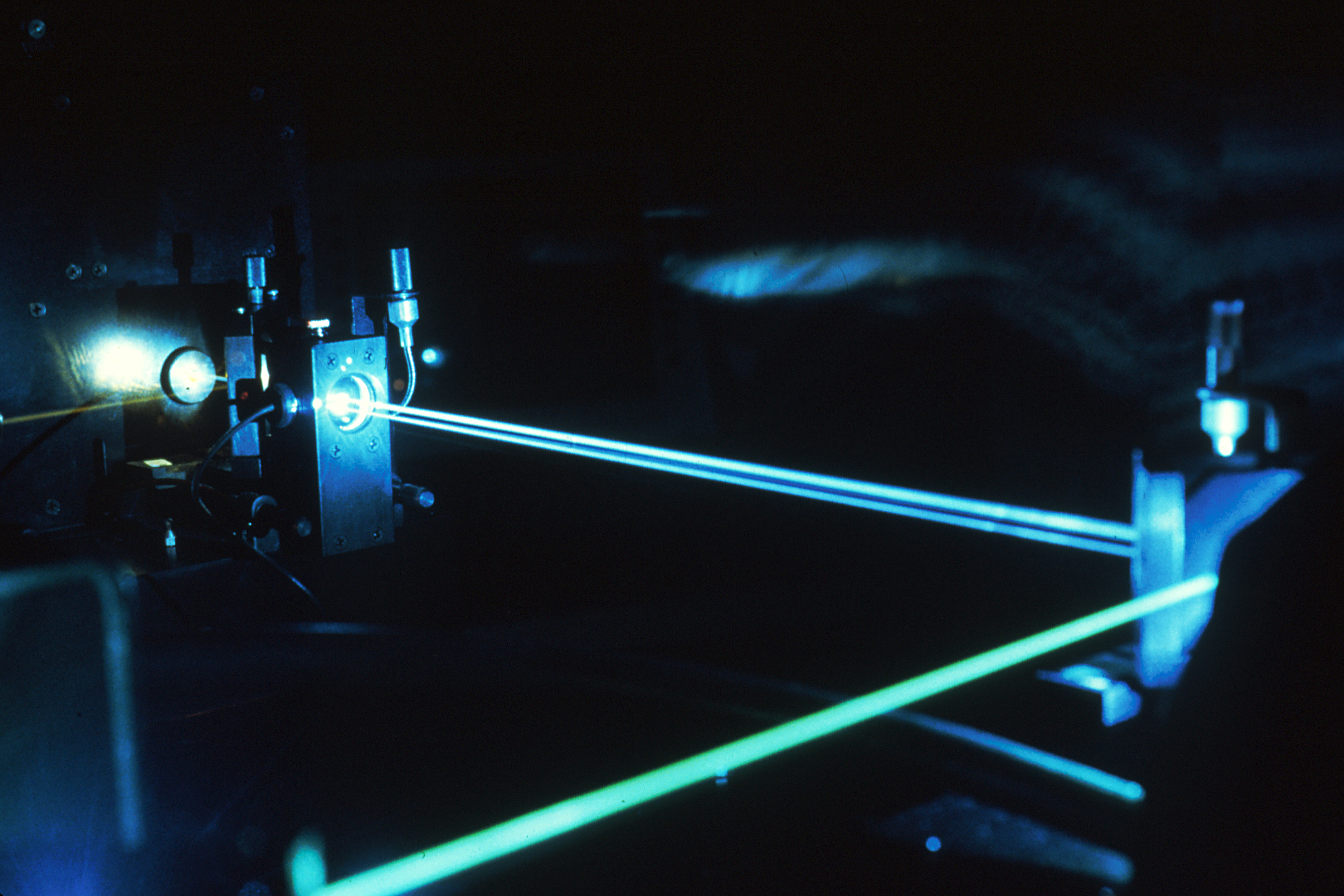
Een argonlaser voor kankertherapie

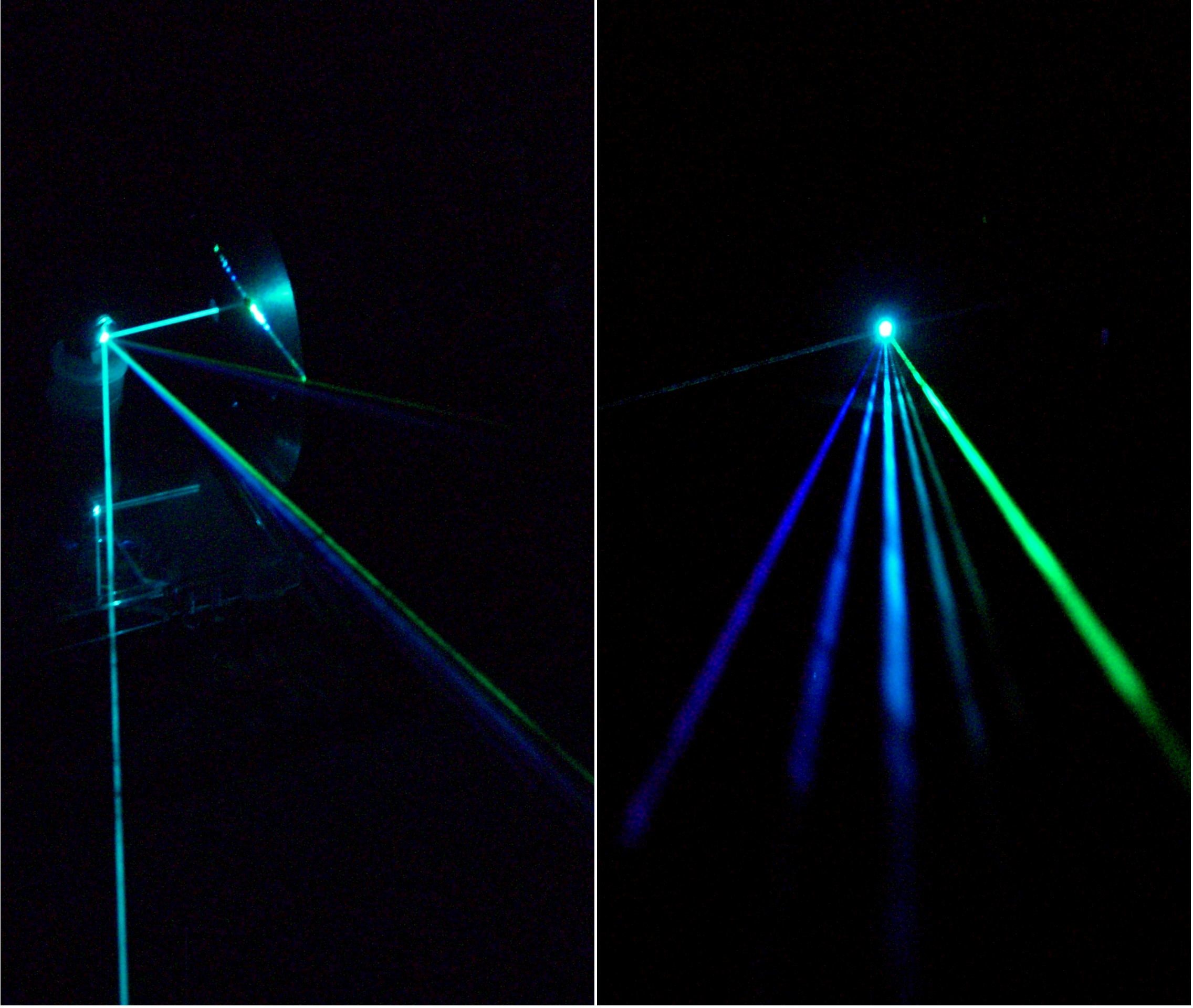
Licht van een argonlaser naar golflengte gesplitst door een diffractierooster

Een argonlaser of argonionlaser is een gaslaser, meer bepaald een ionlaser, waarbij het actief medium uit argon bestaat.
Het argon wordt geïoniseerd en gepompt door een continue elektrische ontlading. Het argon bevindt zich in een gesloten buis, dikwijls met brewstervensters aan de uiteinden voor polarisatie van het licht. Een argonlaser is betrouwbaar, maar niet efficiënt. Hij is dus niet te bouwen voor hoge vermogens. De laser geeft verschillende kleuren weer, bepaald door de golflengte. Golflengten zijn 351,1 nm, 363,8 nm, 454,6 nm, 457,9 nm, 465,8 nm, 476,5 nm, 488,0 nm, 496,5 nm, 501,7 nm, 514,5 nm, 528,7 nm, 1092,3 nm. De belangrijkste golflengten zijn 514,5 nm (groen) en in mindere mate 488,0 nm (blauwgroen). Toepassingen zijn: pompen van een kleurstoflaser, holografie, lasershows, meettechniek, oogheelkunde, druktechniek, kankertherapie.